# Eugeniu Carada

Eugeniu Carada

Eugeniu Carada (n. 29 noiembrie 1836, Craiova – d. 10 februarie 1910, București) a fost un economist politic și scriitor român, fondatorul Băncii Naționale a României;
Oltean din partea mamei (n. Slăvitescu), s-ar putea să aibă din partea tatălui unele rădăcini de origine aromâne sau grecești.
Alături de C.A. Rosetti, Ion C. Brătianu și alți politicieni ai vremii, a pus bazele presei și economiei românești. Personalitatea sa este mai puțin cunoscută, aceasta nu datorită lipsei sale de importanță, ci dorinței sale de a rămâne în umbră. A avut roluri importante în Unirea de la 1859, independența de la 1877, a redactat, alături de Ion Brătianu, Constituția din 1866 și a susținut, atât financiar cât și moral, lupta românilor din teritoriile asuprite. De asemenea, a fost un scriitor talentat, scrierile lui fiind compuse mai ales din articole din ziare, dar și din piese de teatru și poezii.

## Studii și operă literară
Eugen Carada a absolvit studiile liceale la Colegiul Național din Craiova. După aceasta, a frecventat pentru o foarte scurtă perioadă cursurile de la Collège de France unde a fost influențat se pare de Michel Chevalier și Edgar Quinet. După întoarcerea în țară, tânărul Carada, la numai 18 ani decide să participe la lupta pentru democrație, informând pe revoluționarii exilați asupra stării lucrurilor din țară și împărțind broșurile acestora. De altfel, el însuși a compus canțonete cu caracter politic ce au fost jucate pe scenele craiovene.
Liviu Rebreanu spunea despre Carada că și-a „început viața cu versuri și a sfârșit-o cu poezia cifrelor”. Opera lui propune spectatorilor și cititorilor atât idei moralizatoare, cât și idei patriotice, poeziile și poemele sale ele având un caracter naționalist. Ele au pătruns și în Transilvania. Cea mai cunoscută poezie caradiană, modestă ca valoare literară, este „Pandurul cerșetor”, scrisa cu doi ani înainte de Unirea Principatelor Române. Iată un fragment:
„Sunt bătrân și voi juni încă, dar iubesc ca și voi țara.
Oarecând pentru scăparea-i m'am luptat spăimântător,
Și, când văz că lumea astăzi vrea să-i ușure povara,
Plâng și inima-mi tresare, căci's bătrân cerșetor!
(...)
Însă ceasul e aproape, cerul țării senin pare,
Moldovenii și Muntenii, boieri, țărani infrățiți
Bătrâni, femei și juni să strigăm în gura mare,
În unire e puterea! Să fim dar uniți, uniți.”

## Unirea Principatelor și coaliția anti-cuzistă
Odată cu mutarea la București, Carada se implică din ce în ce mai activ în lupta pentru unirea Principatelor. În 1857 este ales ca deputat în Consiliul Municipal al Bucureștiului de către locuitorii din mahalaua Schitu Măgureanu. A îndeplinit funcția de secretar al Adunării ad-hoc a Țării Românești, calitate în care a fost de partea mișcării unioniste. În această perioadă îi cunoaște pe Ion C. Brătianu, iar ceva mai târziu, în 1859, și pe C.A. Rosetti, personalități care îi vor fi alături întreaga viață. Curând va deveni secretar de redacție la ziarul lui Rosetti, Românul,  unde va rămâne timp de 10 ani, până în 1871, când va pleca din cauza intrigilor create în familia Rosetti după ce rupe logodna cu Libia, fiica lui C.A. Rosetti. Și următoarea sa logodnă, cu Jeanne, nepoata lui Jules Michelet, a trebuit să o rupă, fiind pus să aleagă între stabilirea în Franța și rămânerea în România.
După asasinarea lui Barbu Catargiu, Carada este acuzat a fi fost unul dintre autorii morali ai crimei, fiind arestat pentru scurt timp (9–22 iunie 1862). Pleacă la Paris în 1863 pentru a-și completa studiile, până în 1865. De fapt, Carada a avut la Paris și o misiune politică, și anume a pregăti lumea politică și jurnalistică franceză pentru detronarea lui Cuza și aducerea pe tron a unui domn străin, în contextul în care Unirea Principatelor era recunoscută atât de Imperiul Otoman cât și de Marile Puteri doar pe perioada domniei lui Cuza.
Și în țară, Carada a luptat împotriva lui Cuza prin intermediul ziarului Românul. Pentru aceasta, a fost închis. Eliberat curând, pleacă din nou la Paris, împreună cu Ion C. Brătianu, de data aceasta pentru a duce tratative cu Casa regală de Hohenzollern pentru aducerea pe tron a lui Carol Ludovic; abdicarea lui Cuza îi găsește pe amândoi în capitala Franței.

## Relațiile cu RegeleCarol I. Independența
Se întoarce în țară în martie 1866 pregătind venirea lui Carol de Hohenzollern. Cu toate acestea, patru ani mai târziu, în 1870, Carada -  împreună cu alți reprezentanți de marcă ai mișcării unionisto-liberale, organizează o revoltă națională cu scopul răsturnarii principelui Carol. Din motive nelămurite, transmite prin telegraf mesaje pentru oprirea revoltei. În noaptea de 7 spre 8 august 1870, către orele 3 dimineața, căpitanul Alexandru Candiano-Popescu, nerespectând cererea lui Eugeniu Carada, declanșează revolta la Ploiești, episod cunoscut sub numele de Republica de la Ploiești. Deși a fost organizatorul acțiunii la nivel național, Eugeniu Carada a sosit personal la Ploiești și i-a convins pe liderii mișcării republicane să înceteze acțiunile. Se spune despre această revoltă că ar fi fost singura înfrângere a lui Carada. Dar nu peste mult timp, Turcul (cum obișnuiau unii să-l numească datorită dârzeniei sale) se va răzgândi din nou în privința monarhiei, pe care ajunge s-o prețuiască.
În 1877, alături de Ion C. Brătianu, Carada adună oameni pentru armata, procură acesteia armamentul necesar și asigură proviziile. Trecea frecvent Dunărea pentru a avea grija și de treburile din țară. De altfel, mai târziu va fi răsplătit cu medalia „Trecerii Dunării”, singura distincție pe care a primit-o de-a lungul vieții.

## Activitatea laBanca Națională a României
După terminarea activităților legate de recunoașterea independenței în cadrul Congresului de la Berlin, Carada înființează, din nou alături de Ion C. Brătianu, Banca Națională a României în 1880. Deși nu acceptă funcția de Guvernator, o preia într-un final pe cea de director. El însuși merge la Paris pentru a supraveghea tipărirea biletelor, organizează numeroase filiale și centre în toată țara etc.
Finanțează numeroase persoane, asigurând dezvoltarea unei burghezii autohtone. A lucrat în cadrul Băncii mai mult de 30 de ani, asigurându-i o asemenea organizare încât multe personalități ale vremii spuneau că, și în cazul în care niste neghiobi ar veni în fruntea ei, Banca s-ar conduce singură.

## Influență și moștenirea lăsată
Spre sfârștul vieții, Carada rămăsese ultimul supraviețuitor dintre cei trei șefi istorici ai Partidului Național Liberal (ceilalți fiind C.A. Rosetti și Ion C. Brătianu). L-a sprijinit pe Ion I.C. Brătianu în preluarea șefiei partidului. De altfel, a avut o mare influență în familia Brătienilor. A trăit în casa lor mulți ani, i-a ajutat la dezvoltarea afacerilor, le-a îngrijit, se spune, până și grădina. Pe copiii lui Ion Brătianu îi ducea în excursii prin Europa. Când Ionel Brătianu a trebuit să meargă la studii în Paris, Carada a fost cel care l-a însoțit, i-a arătat Parisul și alte orașe europene, i-a făcut cunoștință cu personalități franceze. Mai mult, prin scrisorile sale de recomandare, i-a asigurat accesul în numeroase locuri de care Ionel era în special interesat, cum ar fi atelierele lui Eiffel.
Carada și-a investit o mare parte din avere în lupta românilor din Transilvania. A subvenționat ziare, reviste și cărți, a contribuit la construirea unor școli și biserici, a plătit cauțiunile revoluționarilor din Transilvania și procesele lor. A pregătit și opinia internațională pentru unire prin articolele publicate în străinătate și prin propaganda făcută de prietenii săi de peste hotare.
„În generația mare a Brătienilor, a lui Kogălniceanu, Rosetti, Negri și a Goleștilor, Eugeniu Carada a avut rost de căpetenie la prefacerea țării noastre. Viața lui va rămâne o pildă veșnică tinerimei de azi și de mâine, prin munca neînfrânată în folosul patriei, prin stăruința în urmărirea înaltelor idealuri.”—V. G. Mortun

## In memoriam
- Monumentul lui Eugeniu Carada din București (Ernest Henri Dubois, 1924; Ioan Bolborea, 2013)
- Monumentul lui Eugeniu Carada din Craiova (Mihai Onofrei, 1937)
- Strada din București denumită Eugeniu Carada, fostă Karagheorghevici (Caragheorghevici) amintind de prințul sârb Alexis Karagheorghevici, fiul Regelui Serbiei Petru I.[3]

## Opere
- Fata de la Cozia (libret pentru o operă de Alexandru Flechtenmacher)
- Frații de munte (prelucrare, cu C. Demetriade), 1856
- Muntianul și pandurul cerșetor (canțonete), 1857
- Milcovul (canțonetă), 1858
- Intrigues de la Russie en Roumanie, Paris, 1867
- Les israelites, le vagabondage et le Ministre Bratianu, Paris, 1867
- La propagande russe en Orient, Paris, 1867